# Гельвела еластична
Гельвела еластична (Helvella elastica) — вид грибів роду Гельвела (Helvella).

## Будова
Плодове тіло до 9 см висотою. Шапинка 1,5 — 4 см двохлопасна, світло-жовтувата, жовтувато-оранжева, або сірувато-бура. Край вільний.
Ніжка 2-6 х 0,2 -0,5 см, циліндрична, до низу розширена, біла, порожниста, гладка.
М'якоть білувата, тонка, ламка, без вираженого запаху і смаку.
Сумки 8-спорові, циліндричні, доверху закруглені. Споровий порошок білий. Спори 17-20 х 10-15 мкм, еліпсоїдні, гладкі, без кольору.

## Поширення та середовище існування
На ґрунтах в узліссі, негустих лісах, з серпня до жовтня.

## Практичне використання
Умовно-їстівний гриб низької якості.